# Перретт, Поли
Поли Перретт (англ. Pauley Perrette, род. 27 марта 1969 года, Новый Орлеан, США) — американская актриса кино и телевидения.

## Биография
Поли родилась в Новом Орлеане. Но росла она поочерёдно чуть ли не во всех южных штатах. Поли говорит, что ей довелось пожить в Джорджии, Алабаме, Теннесси, Северной Каролине, Южной Каролине, Нью-Йорке, Нью-Джерси и Лос-Анджелесе.
Несколько лет Поли работала в кино и на телевидении, но занималась она в основном рекламными роликами, озвучиванием, клипами и короткометражными проектами. А на жизнь Поли зарабатывала трудами бармена в одном из многочисленных заведений Нью-Йорка. В 2001 году актриса получила постоянную роль во втором сезоне сериала «Охотники за нечистью». Там она играла Эллис Крамер, агента по связям с общественностью при Отряде. Вскоре после этого Перретт получила роль, которую играет и по сей день — Эбби Шуто, эксцентричного судмедэксперта из сериала «Морская полиция: Спецотдел». Впервые её в новой роли можно было увидеть в двойном эпизоде сериала «Военно-юридическая служба». По сути, именно из этих двух эпизодов в дальнейшем и выросла «Морская полиция».
Ещё одной её более-менее постоянной ролью того времени была официантка в кафе «Nervosa». Эту роль Перретт играла в четвёртом сезоне шоу «Фрейзер». Чуть позже ей досталась эпизодическая роль в первом сезоне сериала «24 часа». Был у Поли и опыт киноролей — она принимала участие в работе над картинами «Звонок» и «Почти знаменит».
Актёрской деятельностью Перретт не ограничилась. Она известна как поэтесса (у неё даже есть ряд публикаций), писательница, фотограф и артист разговорного жанра. Поли увлекается музыкой практически всех жанров, и борьбой за гражданские права. В 2007 году она спродюсировала документальный фильм об американском защитнике гражданских прав и писателе Марке Лейне.
В одном из интервью Поли упомянула, что с детства была буквально помешана на различных криминальных историях. В университете она изучала социологию, психологию и криминалистику. Свою степень магистра по криминалистике актриса получила прежде, чем попасть в индустрию развлечений. На данный момент она играет роль судмедэксперта, бывшую ранее её карьерной целью.
Вместе с Томом Польче Поли написала текст песни «Fear». В дальнейшем она записала эту песню для официального саундтрека к Морской полиции. Ещё до этого Поли выступала в качестве главной солистки в лос-анджелесской женской группе «Lo Ball». Тогда она была известна под псевдонимом «Поли П.». Одну из песен этой группы — «Can't Get Me Down» — можно услышать в фильме «Блондинка в законе».
Многим Поли известна по своей благотворительной деятельности — она поддерживает целый ряд различных организаций, вроде спасателей животных, Американского Красного Креста, ряда движений по борьбе за гражданские права и, в частности, права сексуальных меньшинств.

## Личная жизнь
Поли и её парень Майкл Босман обвенчались в Голливуде, в день Святого Валентина в 2009-ом году. Это событие также прошло под знаком поддержки благотворительных организаций — на этот раз спонсировался проект «Angel Food». До этого Поли была три года замужем за актёром и музыкантом Койотом Шиверсом, но брак их не увенчался успехом и на данный момент у Перретт есть ограничивающий ордер против Шиверса. Сейчас у Поли есть жених, Томас Аркли, он бывший британский моряк, в данное время начинающий актёр.

## Фильмография
| Номер | Год       | Фильм                                      | Оригинальное название                           | Роль                               |
| ----- | --------- | ------------------------------------------ | ----------------------------------------------- | ---------------------------------- |
| 1     | 1972-1995 | ABC Afterschool Specials (сериал)          | ABC Afterschool Specials (сериал)               | Shannon                            |
| 2     | 1993-2004 | Фрейзер (сериал)                           | Frasier                                         | Rebecca                            |
| 3     | 1995-2004 | Drew Carey Show, The (сериал)              | Drew Carey Show, The                            | Darcy                              |
| 4     | 1995-2004 | Голая правда (сериал)                      | Naked Truth, The                                | Ilana                              |
| 5     | 1995-1997 | Murder One (сериал)                        | Murder One                                      | Gwen                               |
| 6     | 1995-2005 | Военно-юридическая служба (сериал)         | JAG                                             | Abby Sciuto                        |
| 7     | 1996-2000 | Завтра наступит сегодня (сериал)           | Early Edition                                   | Theresa Laparko (сезон 1 серия 13) |
| 8     | 1997-2000 | Салон Вероники (сериал)                    | Veronica’s Closet                               | Nicole                             |
| 9     | 1997      | Цена невинности                            | Price of Kissing                                | Renee                              |
| 10    | 1998-2003 | Бухта Доусона (сериал)                     | Dawson’s Creek                                  | Rachel Weir, Ph.D.                 |
| 11    | 1998-2000 | Джесси (сериал)                            | Jesse                                           | Gwen                               |
| 12    | 1998      | Hoofboy                                    | Hoofboy                                         |                                    |
| 13    | 1998      | Hand on the Pump                           | Hand on the Pump                                | Hi-Girl                            |
| 14    | 1999-2001 | Бэтмен будущего (сериал)                   | Batman Beyond                                   | Cop, озвучивание                   |
| 15    | 1999-2000 | Время твоей жизни (сериал)                 | Time of Your Life                               | Cecilia Wiznarski                  |
| 16    | 1999      | Бэтмен будущего: Полнометражный фильм (ТВ) | Batman Beyond: The Movie                        | Police Officer, озвучивание        |
| 17    | 2000      | Civility                                   | Civility                                        | Carolyn                            |
| 18    | 2000      | Почти знаменит                             | Almost Famous                                   | Alice Wisdom                       |
| 19    | 2000-2010 | C.S.I.: Место преступления (сериал)        | CSI: Crime Scene Investigation                  | Candeece / Pink Hair               |
| 20    | 2001      | Мой первый мужчина                         | My First Mister                                 | Bebe                               |
| 21    | 2001-2002 | Охотники за нечистью (сериал)              | Special Unit 2                                  | Alice Cramer                       |
| 22    | 2001-2002 | Филадельфия (сериал)                       | Philly                                          | Angela                             |
| 23    | 2001-2010 | 24 часа (сериал)                           | 24                                              | Tanya                              |
| 24    | 2002      | Багровые небеса (ТВ)                       | Red Skies                                       | Patty Peirson                      |
| 25    | 2002      | Говорящий с призраками (сериал)            | Haunted                                         | Nadine                             |
| 26    | 2002      | Звонок                                     | Ring, The                                       | Beth                               |
| 27    | 2002      | Ненасытные сердца                          | Hungry Hearts                                   | Cokie Conner                       |
| 28    | 2003      | Ash Tuesday                                | Ash Tuesday                                     | Gina Mascara                       |
| 29    | 2003-2018 | Морская полиция: Спецотдел (сериал)        | Navy NCIS: Naval Criminal Investigative Service | Abby Sciuto                        |
| 30    | 2003      | Братец медвежонок                          | Brother Bear                                    | Female Lover Bear, озвучивание     |
| 31    | 2004      | Cut and Run                                | Cut and Run                                     | Jolene                             |
| 32    | 2004      | A Moment of Grace                          | A Moment of Grace                               | Dr. Grace Peters                   |
| 33    | 2005      | Potheads: The Movie                        | Potheads: The Movie                             | LuLu                               |
| 34    | 2009      | Сатана тебя ненавидит                      | Satan Hates You                                 | Marie Flowers                      |
| 36    | 2009-2010 | Морская полиция: Лос-Анджелес              | NCIS: Los Angeles                               | Abby Sciuto                        |
| 37    | 2010      | The Singularity Is Near                    | The Singularity Is Near                         | Ramona                             |
| 38    | 2012      | I Am Bad                                   | I Am Bad                                        | Mom                                |
| 39    | 2011      | Pride                                      | Pride                                           | Angela                             |